# 峯田義郎
峯田 義郎（みねた よしろう、1937年 - ）は日本の現代具象彫刻家。山形県山形市生まれ。新座市在住。東北芸術工科大学芸術学部美術科教授。1960年に東京教育大学芸術学科卒業。1976年、文化庁派遣芸術家在外研修員として、メキシコ、イタリア、フランスに留学した。

## 主な作品
- 地平線の午後 - 1980年、姫路市立美術館
- 風私考－通り風－ - 1980年、石神の丘美術館
- 明日の空へ - 1981年、 文教大学越谷図書館正面エントランス上
- やまなみ - 1981年、倉吉博物館
- 明日の空へ - 1983年、昭和記念公園カナールの噴水
- 二人の空 - 1986年、札幌芸術の森野外美術館
- THE HORIZON'88 - 1988年、神戸旧居留地海岸通
- 少年少女と子犬のブロンズ群像と銘板 - 兵庫県立甲山森林公園
- 明日の空へ - 1989年、幕張メッセ
- 風の旅 - 2001年　国立看護大学校
- 旅・空へ -  2001年　国立看護大学校

## 受賞等
- 第1回コンスタンチン・ブランクーシー賞 大賞、2003年2月
- 第69回白日展 長島美術館賞、1993年3月
- 神戸具象彫刻展 特別優秀賞、1992年7月
- 倉吉市緑の彫刻賞、1989年11月
- 第64回白日展 中沢弘光賞、1988年3月
- 長野野外彫刻賞 特別賞、1987年9月
- 第63回白日展 吉田三郎賞、1987年3月
- 第63回白日展 内閣総理大臣賞、1987年3月
- みなとみらい21彫刻展 市民賞、1986年
- みなとみらい21彫刻展 高島屋賞、1986年
- 第3回高村光太郎大賞展 特別優秀賞、1984年7月
- 第2回高村光太郎大賞展 特別優秀賞、1982年7月 、1984年
- 第1回高村光太郎大賞展 佳作賞、1980年7月
- 第7回日展 特選、1975年11月
- 改組第6回日展 特選、1974年11月
- 第9回昭和会展 林武賞、1974年2月
- 改組第1回日彫展 日彫賞、1971年4月
- 第15回日彫展 日彫賞、1969年4月
- 第35回記念白日展 白日賞、1959年3月